# 堂谿公
堂谿公（?—?），战国时期韩国人物。
《韩非子》里记载堂谿公与韩昭侯和韩非都有交流，应为两位堂谿公，拥有同一封号。
与韩昭侯同时的堂谿公，对韩昭侯说：“如有价值千金的玉杯，上下贯通没有底，可用来盛水吗？”韩昭侯回答不能。他问陶器不漏水，可以用来盛酒吗？昭侯回答可以。另说堂谿公说是白玉杯没底，瓦杯有底。堂谿公说：“陶器最不值钱，如果不漏，就可盛酒。千金的玉杯最值钱，但没有底，不能盛水，谁还有往里面倒饮品呢？贵为人君而泄漏群臣之言，就像没有底的玉杯。臣下虽有智慧，也不肯尽献出谋略，由于怕被泄露。”昭侯同意，从此单独睡觉，唯恐说梦话而让别人知道。
与韩非同时的堂谿公，对韩非说：“遵循古礼、讲究谦让，可以保全自己；修养品行、隐藏才智，能达到顺心如意。现在韩非立法术，设规章，会给生命带来危险。他以吴起、商鞅为例来说明。韩非认为自己废除先王的礼治，而实行法治，立法术、设规章，是利民萌、便众庶的做法。不怕昏君乱主带来的祸患，用法度来统一民众的利益，是仁爱明智的行为。自己不愿选择贪生而卑鄙的做法，不敢毁伤仁爱明智的行为。